# Municipio de Agram
El municipio de Agram (en inglés: Agram Township) es un municipio ubicado en el condado de Morrison en el estado estadounidense de Minnesota. En el año 2010 tenía una población de 572 habitantes y una densidad poblacional de 11,01 personas por km².

## Geografía
El municipio de Agram se encuentra ubicado en las coordenadas 45°56′57″N 94°10′2″O / 45.94917, -94.16722. Según la Oficina del Censo de los Estados Unidos, el municipio tiene una superficie total de 51.96 km², de la cual 50,97 km² corresponden a tierra firme y (1,89 %) 0,98 km² es agua.

## Demografía
Según el censo de 2010, había 572 personas residiendo en el municipio de Agram. La densidad de población era de 11,01 hab./km². De los 572 habitantes, el municipio de Agram estaba compuesto por el 99,48 % blancos, el 0,17 % eran amerindios, el 0,35 % eran asiáticos. Del total de la población el 0 % eran hispanos o latinos de cualquier raza.